# پارک یه جین
پارک یه جین (کره‌ای: 박예진؛ زادهٔ ۱ آوریل ۱۹۸۱) بازیگر اهل کره جنوبی است. او در مجموعه‌های تلویزیونی ته جویونگ، ملکه سوندوک، اتفاقی که در بالی افتاد، پرنسس من و مکانیک روح ایفای نقش کرده‌است.

## مجموعه تلویزیونی
- ۱۹۹۹ جنون تبلیغات
- ۲۰۰۱ چهار خواهر
- ۲۰۰۱ این عالی است
- ۲۰۰۲ از وقتی تو را شناختم
- ۲۰۰۲ داستان سلطنتی: جانگ هی بین
- ۲۰۰۴ اتفاقی که در بالی افتاد
- ۲۰۰۴ زنان کوچک
- ۲۰۰۴ وقتی مردی عاشق است
- ۲۰۰۵ تولد دوباره: بعدی
- ۲۰۰۶ ته جویونگ
- ۲۰۰۸ بانوی رئیس من، قهرمان من
- ۲۰۰۹ ملکه سوندوک
- ۲۰۱۱ پرنسس من
- ۲۰۱۲ من عاشق لی تالی هستم
- ۲۰۱۴ آقای بک
- ۲۰۱۵ آخرین
- ۲۰۱۹ کشور من
- ۲۰۲۰ مکانیک روح